# ワールドゲームズ
ワールドゲームズは、オリンピックの補完的な意味をもって行われるスポーツ競技大会である。1981年に始まった。夏季オリンピックの翌年に行われる。

## 歴史・概略
オリンピックは、1980年代以降の商業化にともなって過度に大規模化したため、今日、大会規模の縮小に向けて競技・種目の新規参入を厳しく制限し、従来行われていた競技・種目についても整理するなど、運営の変化を求められている。一方で、オリンピック競技として認められてはいないが世界的に盛んに行われるスポーツも増えてきている。そこでGAISF（一時は「スポーツアコード」と名乗っていた）加盟競技の中からオリンピックに参加していない競技・種目の競技大会として始まったのがワールドゲームズである。GAISFは解散し、ASOIF, WOF, ARISFまたはAIMS加盟競技の中から選ばれている。競技によっては、トライアスロンのようにワールドゲームズ競技の中からオリンピック競技へと正式に採用されたものや、綱引きのように過去にオリンピックで行われていたものもある。
ワールドゲームズを主催する都市には、会場を既存のものでまかなうことが求められており、ワールドゲームズのための新しい施設等はこれまで一切建設されなかったが、第8回高雄大会ではメインスタジアムが同大会のために新設された。
ワールドゲームズを主催しているのは国際ワールドゲームズ協会（IWGA）であり、これを国際オリンピック委員会（IOC）が後援している。

## 大会一覧
| 回 | 期間                    | 開催都市       | 開催国         |
| -- | ----------------------- | -------------- | -------------- |
| 1  | 1981年7月24日 - 8月2日  | サンタクララ   | アメリカ合衆国 |
| 2  | 1985年7月25日 - 8月4日  | ロンドン       | イギリス       |
| 3  | 1989年7月20日 - 7月30日 | カールスルーエ | 西ドイツ       |
| 4  | 1993年7月22日 - 8月1日  | ハーグ         | オランダ       |
| 5  | 1997年8月7日 - 8月17日  | ラハティ       | フィンランド   |
| 6  | 2001年8月16日 - 8月26日 | 秋田           | 日本           |
| 7  | 2005年7月14日 - 7月24日 | デュースブルク | ドイツ         |
| 8  | 2009年7月16日 - 7月26日 | 高雄           | 中華民国       |
| 9  | 2013年7月27日 - 8月4日  | カリ           | コロンビア     |
| 10 | 2017年7月20日 - 7月30日 | ブロツワフ     | ポーランド     |
| 11 | 2022年7月7日 - 7月17日  | バーミングハム | アメリカ合衆国 |
| 12 | 2025年8月7日 - 8月17日  | 成都           | 中華人民共和国 |
| 13 | 2029年7月19日 - 7月29日 | カールスルーエ | ドイツ         |

## 加盟競技団体
※2021年3月現在 37競技団体
- 国際合気道連盟（IAF） - 合気道
- 国際航空連盟（FAI） - エアースポーツ（パラシューティング）
- 世界アーチェリー連盟（FITA） - アーチェリー
- 世界野球ソフトボール連盟（WBSC） - ソフトボール
- 世界ビリヤード連合（英語版）（WCBS） - ビリヤード
- 国際ボディビル連盟（IFBB） - ボディビル
- 世界ブールスポーツ連合（CMSB） - ブールスポーツ（スポールブール、ペタンク）
- 世界ボウリング連盟（IBF） - ボウリング
- 国際カヌー連盟（FIC） - カヌーポロ
- 国際キャスティングスポーツ連盟（ICSF） - キャスティング
- 世界ダンススポーツ連盟（WDSF） - ダンススポーツ競技（社交ダンス、ブレイキン、ロックンロール）
- 国際ファウストボール協会（英語版）（IFA） - ファウストボール
- 国際フロアボール連盟（IFF） - フロアボール
- 世界フライングディスク連盟（英語版）（WFDF） - フライングディスク
- 国際体操連盟（FIG） - 体操競技（新体操、エアロビック、スポーツアクロ体操、トランポリン、タンブリング）
- 国際ハンドボール連盟（IHF） - ビーチハンドボール
- 国際ホッケー連盟（FIH） - インドアホッケー
- 国際柔術連盟（JJIF） - 柔術
- 世界空手連盟（WKF） - 空手道
- 世界キックボクシング団体協会（WAKO） - キックボクシング
- 国際コーフボール連盟（IKF） - コーフボール
- ワールドラクロス - ラクロス
- 国際ライフセービング連盟（ILS） - ライフセービング
- 国際アマチュアムエタイ連盟（IFMA） - ムエタイ
- 国際ネットボール協会連盟（IFNA） - ネットボール
- 国際オリエンテーリング連盟（IOF） - オリエンテーリング
- 国際パワーリフティング連盟（英語版）（IPF） - パワーリフティング
- 国際ラケットボール連盟（IRF） - ラケットボール
- ワールドスケート  - ローラースポーツ（アーティスティックローラースケート、インラインホッケー、インラインスピードスケート）
- ワールドラグビー - 7人制ラグビー
- 国際スポーツクライミング連盟（IFSC） - スポーツクライミング
- 世界スカッシュ連盟（WSF） - スカッシュ
- 国際相撲連盟（IFS） - 相撲
- 国際サーフィン連盟（ISA） - サーフィン
- 国際綱引連盟（英語版）（TWIF） - 綱引き
- 世界水中連盟（CMAS） - 水中スポーツ（フィンスイミング）
- 国際水上スキー&ウェイクボード連盟（IWWF） - 水上スキー、ウェイクボード

## 実施競技
『ワールドゲームズ2013 カリ大会』では31の正式競技と5つの公開競技が実施された。

### 過去に実施されていたオリンピック競技になっていない競技
- ラクロス - 1989年まで[要出典]

### オリンピックの正式競技・正式種目になった競技
- バドミントン - 1992年バルセロナオリンピックから
- 野球 - 1992年バルセロナオリンピックから2008年北京オリンピックまでと2020年東京オリンピック・LA28（追加種目）
- ソフトボール - 1996年アトランタオリンピックから2008年北京オリンピックまでと2020年東京オリンピック・LA28（追加種目）。2009年高雄大会で公開競技として復活
- テコンドー - 2000年シドニーオリンピックから
- トランポリン（シングル） - 2000年シドニーオリンピックから。ワールドゲームズでは公開競技だった
- トライアスロン - 2000年シドニーオリンピックから
- 女子重量挙げ - 2000年シドニーオリンピックから
- ラグビー・7人制ラグビー - 2016年リオデジャネイロオリンピックから。15人制ラグビーは過去にオリンピックで開催されたことがある
- 空手 - 2020年東京オリンピック（追加種目）
- スカッシュ・フラッグフットボール・ラクロス - LA28（追加種目）